# 澤田食品
澤田食品株式会社（さわだしょくひん）は、兵庫県神戸市西区に本社を置く、ふりかけやおつまみなどの水産加工品に特化した食品メーカーである。主力商品である生ふりかけシリーズは、創業者の澤田正夫が、食材探しに訪れた北海道で着想を得て商品化に至った。いか昆布や梅ちりめんなど数多くの風味をラインナップしており、国内外の量販店やコンビニエンスストア、オンラインショップを通じて消費者に親しまれている。

## 沿革
- 1961年（昭和36年）4月 - 創業者の澤田正夫により澤田商店として兵庫県神戸市兵庫区に創業[3]。
- 1967年（昭和42年）4月 - 株式会社澤田設立。兵庫県神戸市垂水区に移転。
- 1980年（昭和55年）4月 - 澤田食品株式会社に商号変更。
- 1984年（昭和59年）8月 - 現在の商品構成の礎となる「お茶漬け鱈シリーズ」を発売。
- 1991年（平成3年）4月 - 生ふりかけシリーズ「いか昆布」を発売。
- 1995年（平成7年）1月 - 阪神・淡路大震災により工場が被災。
- 1996年（平成8年）5月 - 生ふりかけシリーズ「梅ちりめん」を発売。
- 1997年（平成9年）4月 - 兵庫県神戸市垂水区に名谷工場を開設。
- 1997年（平成9年）4月 - 工場移転のため、名谷工場を閉鎖。
- 2002年（平成9年）4月 - 兵庫県神戸市西区に工場併設の本社を開設し、移転。
- 2004年（平成11年）4月 - 米国FDA基準HACCP取得
- 2007年（平成14年）8月 - 「いか昆布」が、全国水産加工たべもの展にて農林水産大臣賞を受賞。

## 主な製品
- 生ふりかけシリーズ
  - いか昆布 - 1991年4月発売のロングセラー商品[3]。2014年、全国ふりかけグランプリにて金賞を受賞。2015年、ソフトふりかけ部門において金賞を受賞[4]。
  - 梅ちりめん - 1996年5月発売のロングセラー商品[3]。2017年、全国ふりかけグランプリソフトふりかけ部門にて金賞を受賞[5]。
  - いか昆布ちりめん入り - 神戸市漁業協同組合協力のもと兵庫県立神戸商業高等学校の生徒と共同開発した商品[6]
  - いか昆布RED
  - おかか昆布
  - 梅ひじき
  - カルシウムいか昆布
  - 鮭こんぶ
  - 鮭ちりめん
  - 鮭めんたい
  - さば昆布
  - シーフードカレーちりめん
  - ちりめん昆布
  - ちりめん山椒
  - 天むす風ふりかけ
  - 野沢菜ちりめん
  - 明太ちりめん
  - 焼きたらこちりめん
  - たこ昆布
  - しそわかめちりめん
- 手作りだしの素 デル
- 旅するいりこシリーズ

## マスコットキャラクター
- いかべえ[7]
  - 誕生日 - 2015年11月14日
  - 身長 - 2m
  - 体重 - 465.8kg（しろごはん）
  - 好物 - ふりかけと白ごはん